# Бредлі Локо
Бредлі Локо Банзузі (фр. Bradley Locko Banzouzi, нар. 6 травня 2002, Іврі-сюр-Сен, Франція) — французький футболіст конголезького походження, фланговий захисник клубу «Брест».

## Ігрова кар'єра

### Клубна
Бредлі Локо народився у передмісті Парижу - у містечку Іврі-сюр-Сен і у 2019 році приєднався до молодіжної команди клубу «Лор'ян». А вже через рік футболіст підписав свій перший професійний контракт з клубом Ліги 1 «Реймсом» і перший сезон провів, виступаючи за другу клубну команду у Національному чемпіонаті 2.
Першу гру на професійному рівні Локо провів 15 серпня 2021 року, коли вийшов у стартовому складі на домашню гру проти «Монпельє». Після цього молодого захисника оцінили як перспективного гравця команди.
Другу половину сезону 2022/23 Локо провів в оренді у клубі «Брест». А по завершенні оренди, влітку 2023 року керівництво клубу оголосило про підписання повноцінного контракту на чотири роки з Бредлі Локо.

### Збірна
У 2023 році Бредлі Локо отримав виклик до молодіжної збірної Франції на матчі відбору до молодіжного Євро 2025 року але на поле того разу він не виходив.

## Титули і досягнення
Олімпійська збірна Франції
- Срібні медалі Олімпійських ігр 2024[6]